# Lonicera altmannii
Lonicera altmannii är en kaprifolväxtart som beskrevs av Eduard August von Regel och Schmalh. Lonicera altmannii ingår i släktet tryar, och familjen kaprifolväxter. Inga underarter finns listade i Catalogue of Life.

## Bildgalleri

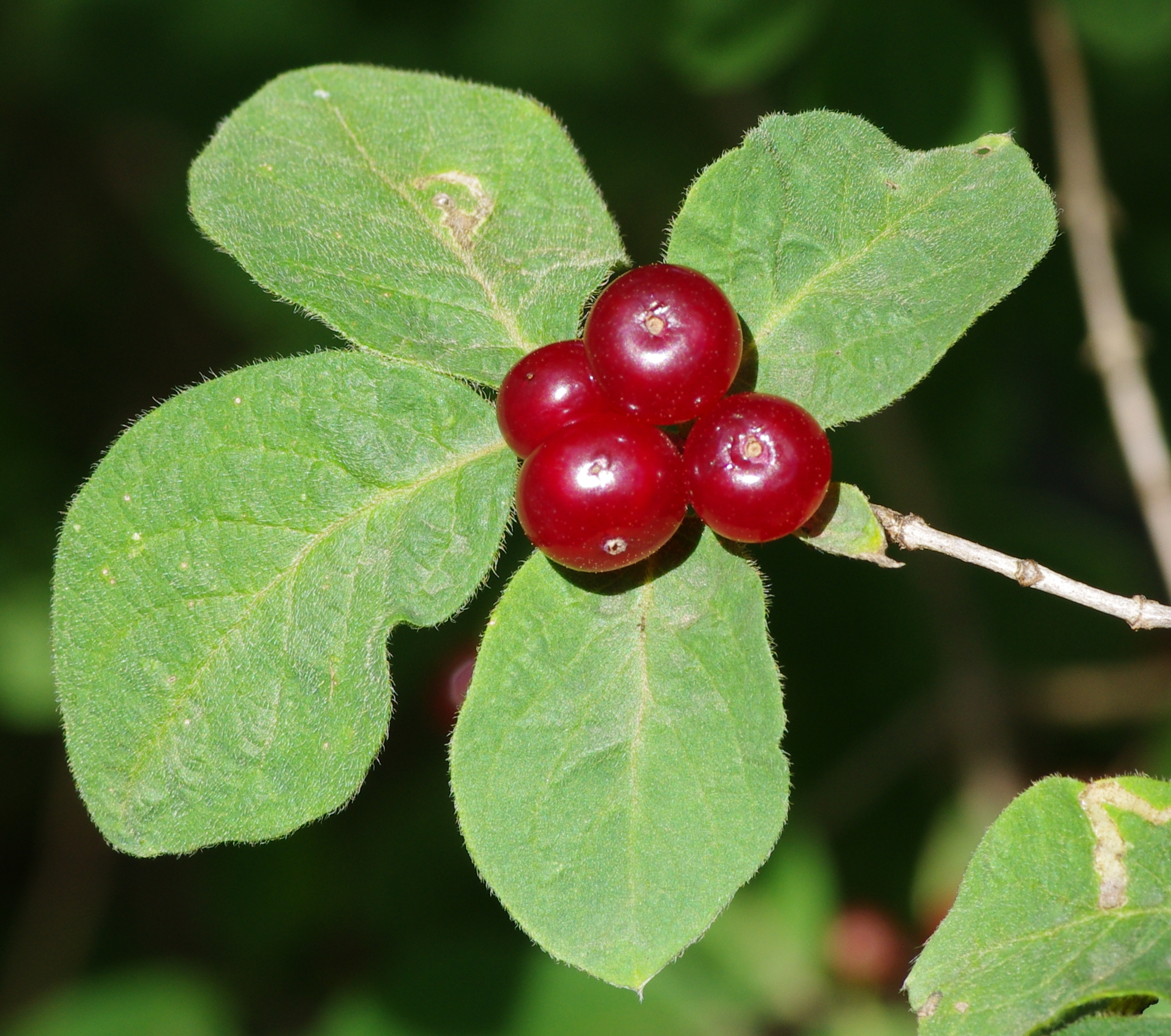
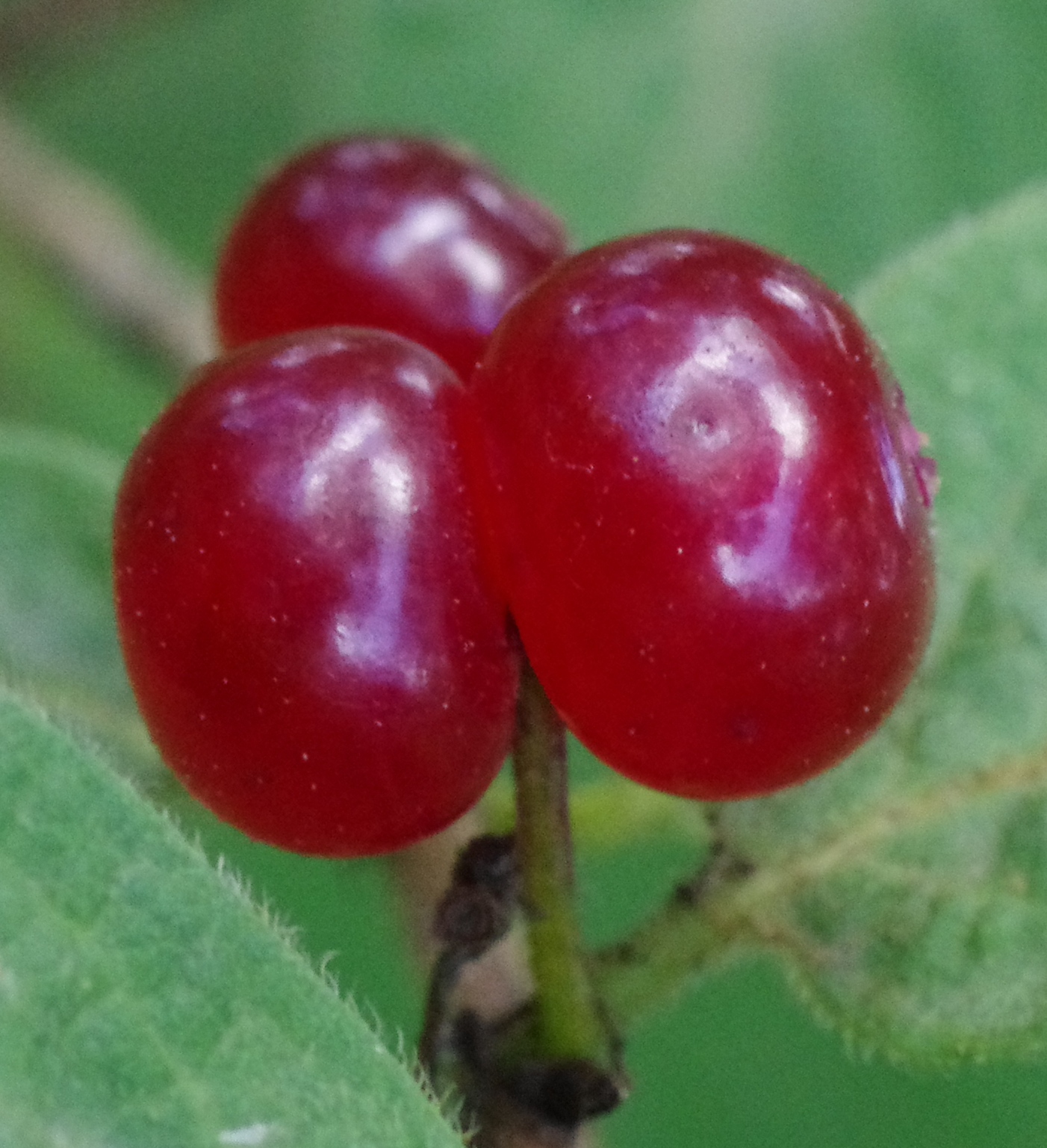
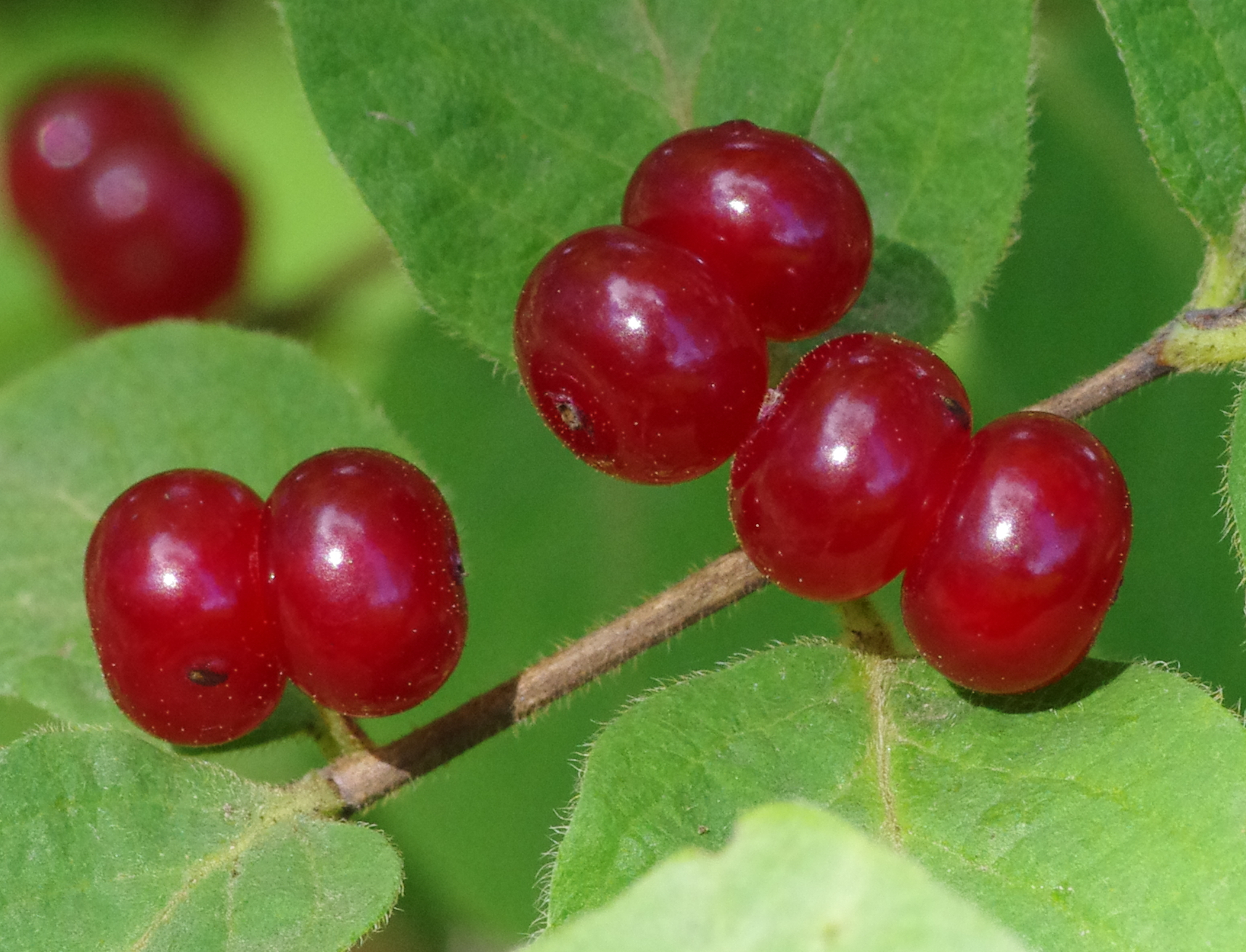